# شارع واشنطن مينابولس
شارع واشنطن هو طريق رئيسي في منيابولس، مينيسوتا، الولايات المتحدة. يبدأ من شارع لوري آفنيو ويمتد جنوبًا مباشرة، ويمر بمحاذاة الطريق السريع 94 حتى جنوب غرب شارع برودواي، أين يتحول الطريق السريع إلى الغرب. يستمر شارع واشنطن في الامتداد بشكل مستقيم حتى جنوب شارع بلايموث، حيث ينحرف باتجاه الجنوب الشرقي باتجاه وسط مدينة منيابولس. و يشكل الطريق الرئيسي عبر منطقة المستودعات.
يتغير المشهد في شارع هينيبين. تأثرت هذه المنطقة التي كانت تعرف سابقًا باسم منطقة البوابة ، بسياسات التجديد الحضري في الخمسينيات ، مما أدى إلى تدمير ما كان في وقت ما قلب المدينة. تم تجريف العشرات من مباني المدينة واستبدالها بهياكل زجاجية حديثة - أو في كثير من الحالات ، مواقف سيارات سطحية. تم توسيع جزء الشارع من هيني بيني إلى الطريق السريع 35W وتمت إضافة وسيط.
حدثت تغييرات أخرى في شرق الطريق السريع. اعتادت واشنطن على التقاطع عند تقاطع سبع تقاطعات (حيث تلتقي واشنطن مع شارع سيدار) وتستمر عبر جسر واشنطن آفنيو القديم إلى جنوب شرق منيابولس. ومع ذلك، تم استبدال الجسر القديم في الستينيات بجسر جديد يلتقي بواشنطن شرق نهر المسيسيبي لكنه لا يرتبط بواشنطن غربه، وبدلاً من ذلك يصل إلى طريق سريع قصير في وسط المدينة. هناك جزء من كتلة واحدة من المحاذاة القديمة بين سيدار و19th Avenues والتي تحمل علامة واشنطن آفينيو ، ولكن للاستمرار شرق النهر ، يجب على المرء السفر لأسفل  سيدار كتلة واحدة والانعطاف شرقاً عند الشارع الثالث والحصول على منحدر الدخول إلى الجسر.
شرق واشنطن، يعمل شارع واشنطن كطريق رئيسي من خلال حرم جامعة مينيسوتا. تم تحويل جزء كبير من هذا القسم إلى مركز ترانزيت لتسهيل خط مترو الأخضر ، الذي تم افتتاحه في يونيو 2014. عند تقاطع شارع أوك وواشنطن هي منطقة Village Village. يستمر الشارع في الشرق لبضع كتل أخرى قبل أن ينتهي في شارع الجامعة.
وقد جمعت المدينة وعمدة منيابولس آر تي ريباك فريق تصميم يقترح حديقة وأشجارًا وخطة عمل لمدة 10 سنوات للجادة. 